# Samsung SM5
Samsung SM5 – samochód osobowy klasy średniej produkowany pod południowokoreańską marką Samsung w latach 1998–2019.

## Pierwsza generacja

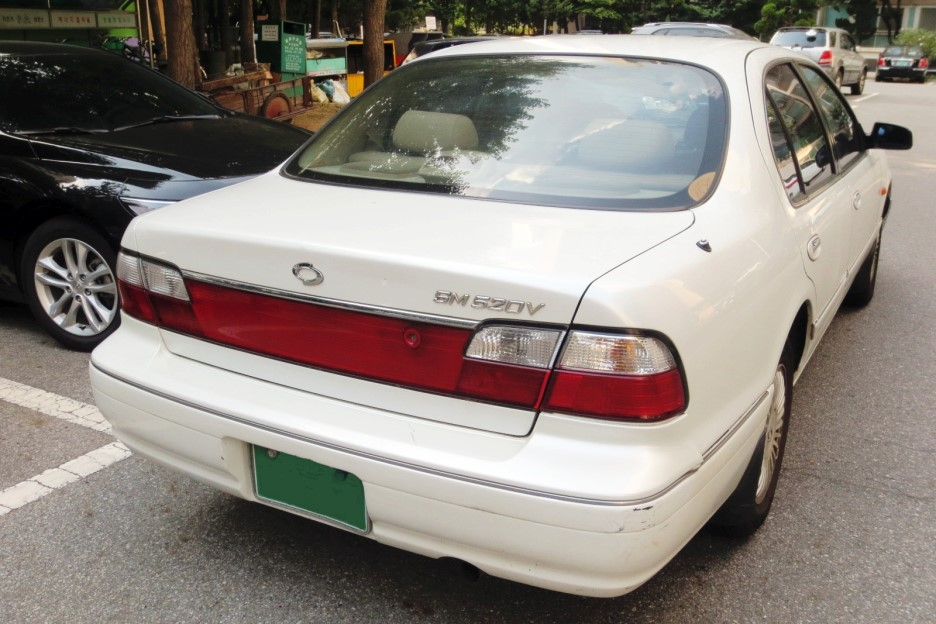
Samsung SQ5 – tył

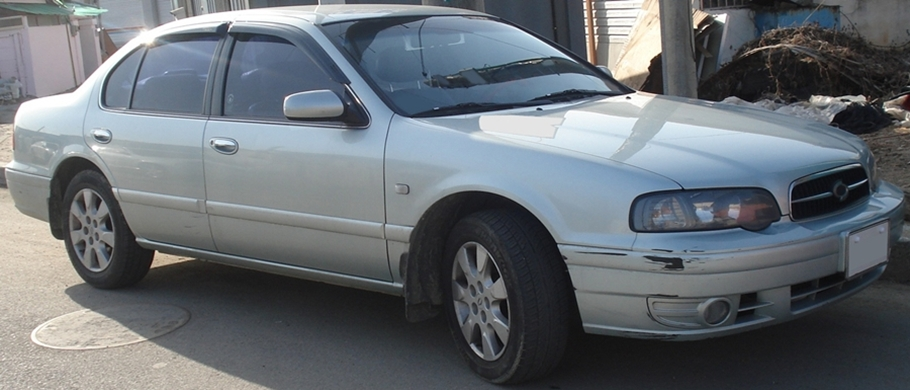
Samsung SM5 I po liftingu

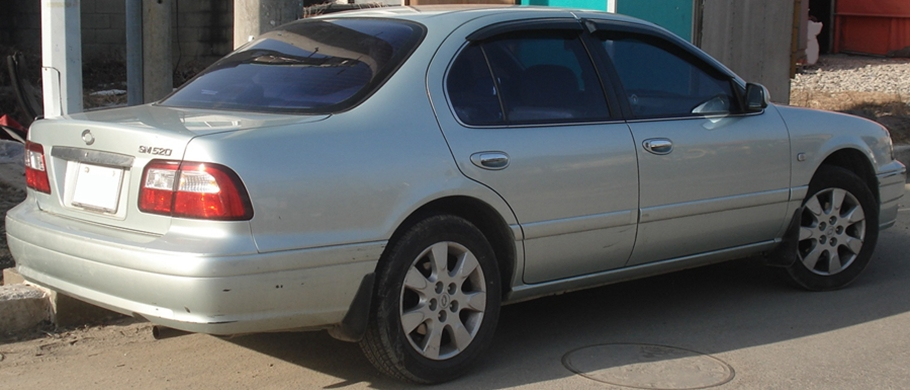
Samsung SM5 I – tył po liftingu

Samsung SQ5 został zaprezentowany po raz pierwszy w 1998 roku.
Model SQ5 pojawił się na rynku jako pierwszy w historii samochód pod marką Samsung, opracowany w ramach ścisłego partnerstwa z Nissanem jako de facto lokalna, południowokoreańska odmiana modelu Cefiro/Maxima.
SQ5 odróżniał się innym wyglądem przedniej, jak i tylnej części nadwozia, wyróżniając się unikalnym kształtem reflektorów i lamp tylnych. W 2000 roku, po dwóch latach produkcji, w ramach przejęcia Samsung Motors większościowym pakietem udziałów przez Renault, wprowadzono nowy porządek w nazewnictwie. W efekcie Samsung SQ5 został przemianowany na Samsung SM5.

### Lifting
W 2004 roku Samsung SM5 przeszedł obszerną restylizację nadwozia. Pojawiły zaokrąglenie w reflektorach, a także przestylizowane wloty powietrza w zderzaku. Ponadto, odświeżono też koło kierownicy, a także przeniesiono tablicę rejestracyjną na klapę bagażnika, gdzie zniknęło odblaskowe łączenie lamp.

### Silniki
- L4 2.0l Nissan
- V6 2.0l Nissan
- V6 2.5l Nissan
- V6 3.0l Nissan

## Druga generacja

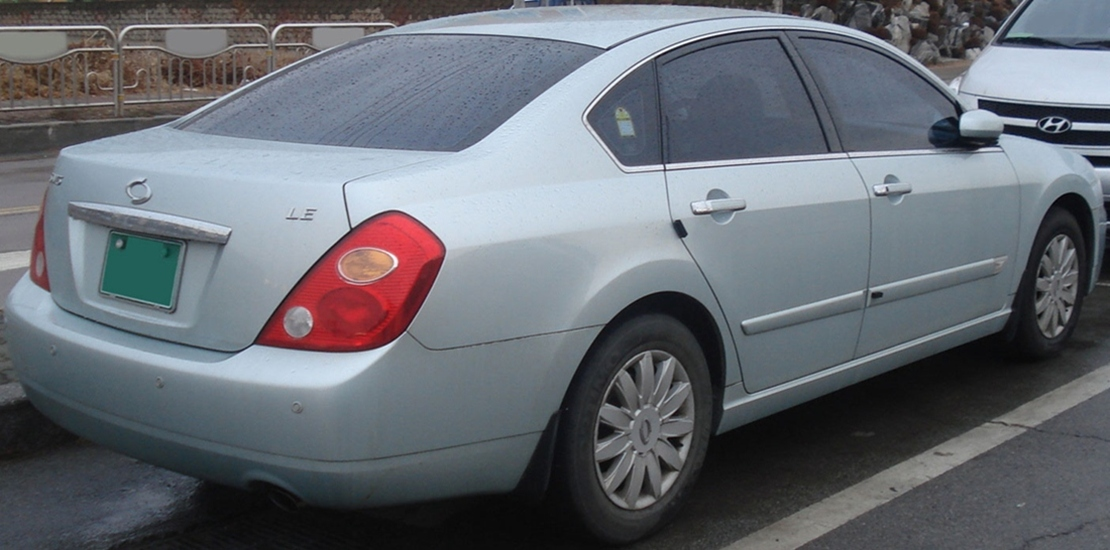
Samsung SM5 II – tył

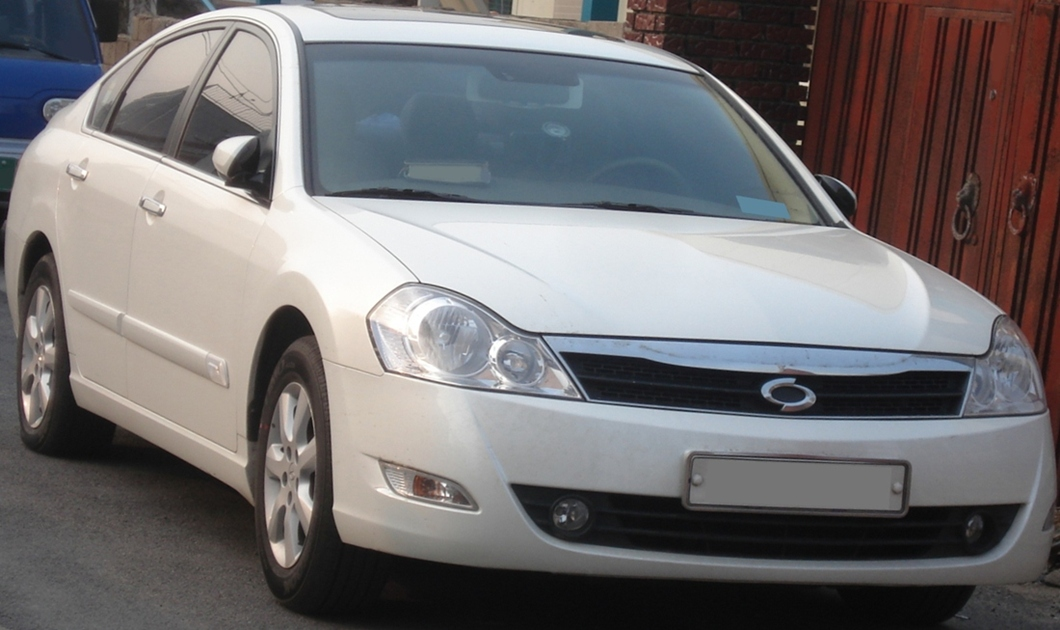
Samsung SM5 II po liftingu

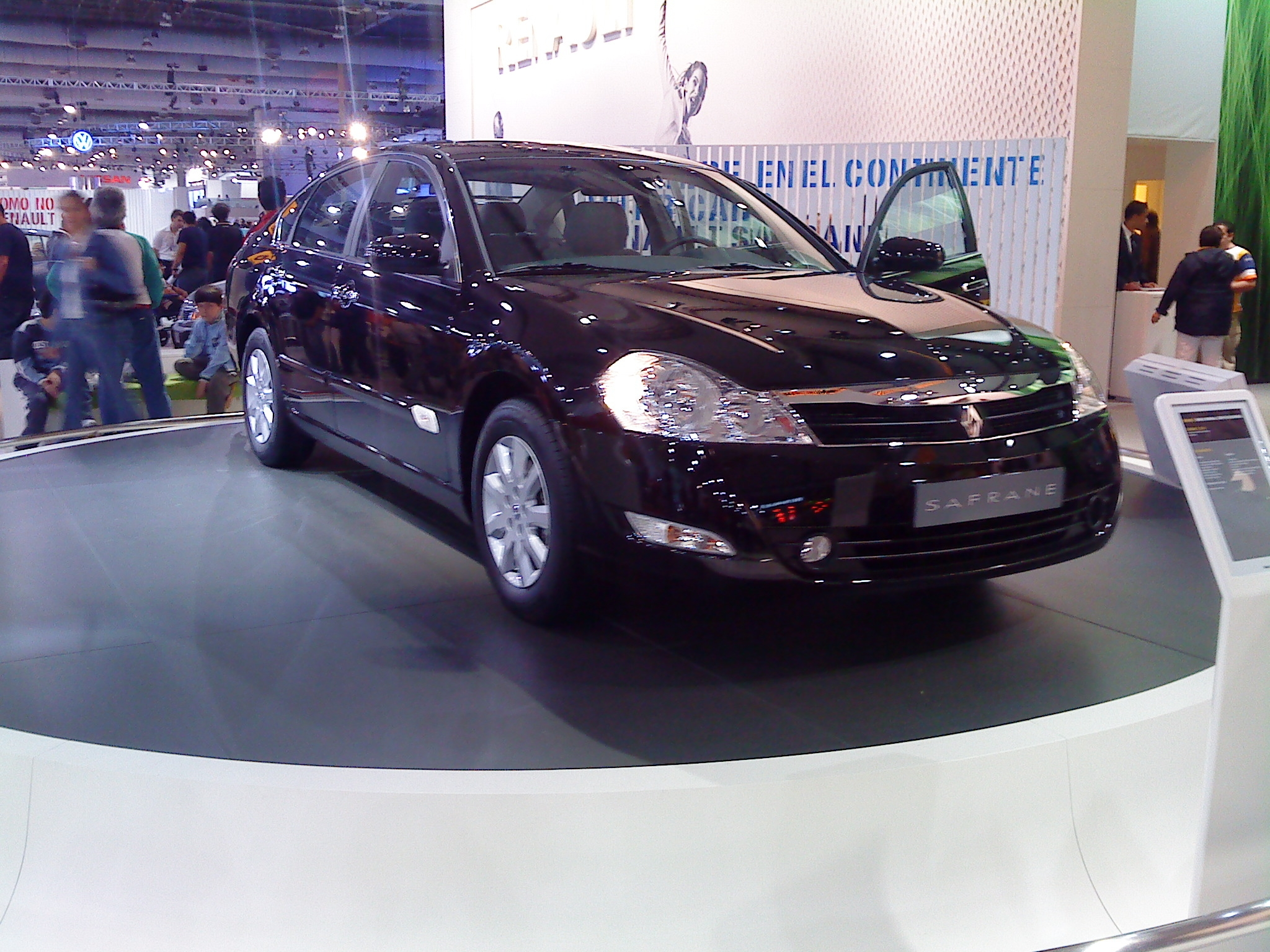
meksykańskie Renault Safrane

Samsung SM5 II został zaprezentowany po raz pierwszy w 2005 roku.
Druga generacja SM5 ponownie powstała w ramach ścisłego partnerstwa z Nissanem, w międzyczasie stającego się częścią aliasu z Renault. Samochód powstał jako lokalna odmiana modelu Nissan Teana, przyjmując pierwotnie wobec niego minimalne różnice wizualne, ograniczające się do innych oznaczeń producenta oraz modelu. SM5 przejął także od japońskiego odpowiednika okrojoną gamę jednostek napędowych.

### Lifting
W lipcu 2007 roku Samsung SM5 drugiej generacji przeszedł obszerną restylizację, która miała na celu odróżnić go od Nissana Teany. Pojawił się nowy pas przedni z szerszymi, bardziej agresywnie zarysowanymi reflektorami, a także węższa atrapa chłodnicy upodobniona do mniejszego modelu SM3.

### Sprzedaż
Podobnie jak poprzednik, Samsung SM5 II był oferowany zarówno w rodzimej Korei Południowej, jak i w Chile. Ponadto, między 2008 a 2010 rokiem pojazd po modernizacji eksportowano także do Meksyku i na Bliski Wschód pod marką Renault jako Renault Safrane.

### Silniki
- L4 2.0l Nissan
- V6 2.0l Nissan

## Trzecia generacja

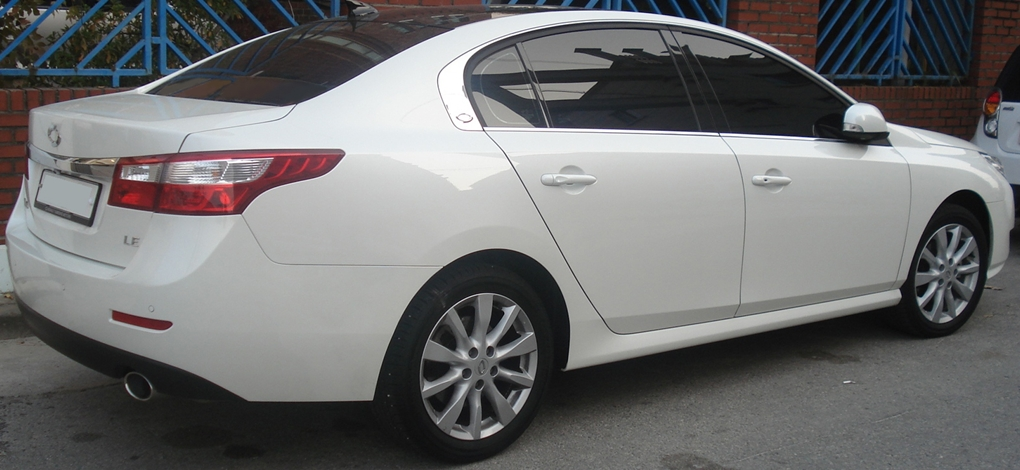
Samsung SM5 III – tył

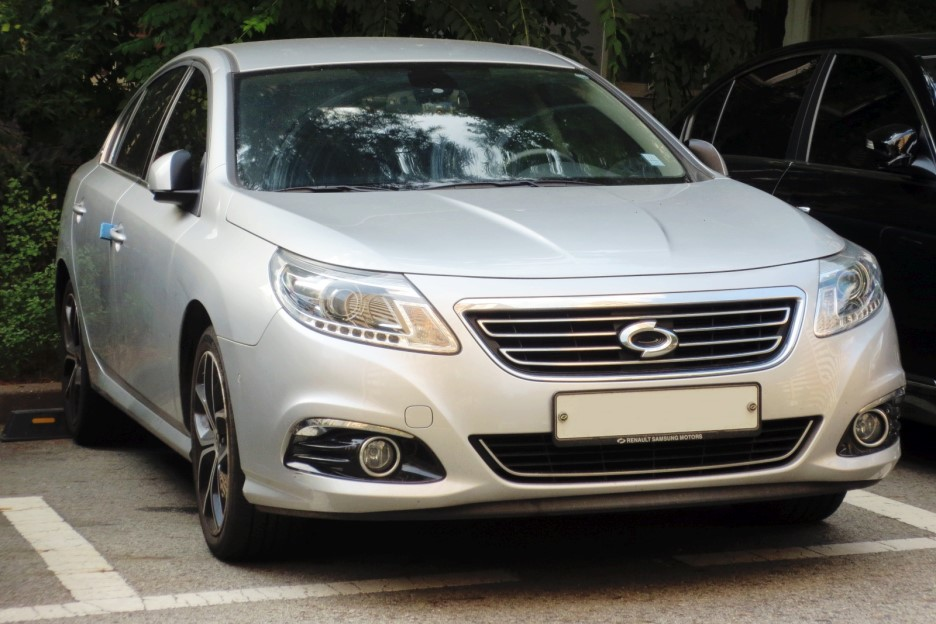
Samsung SM5 III po liftingu

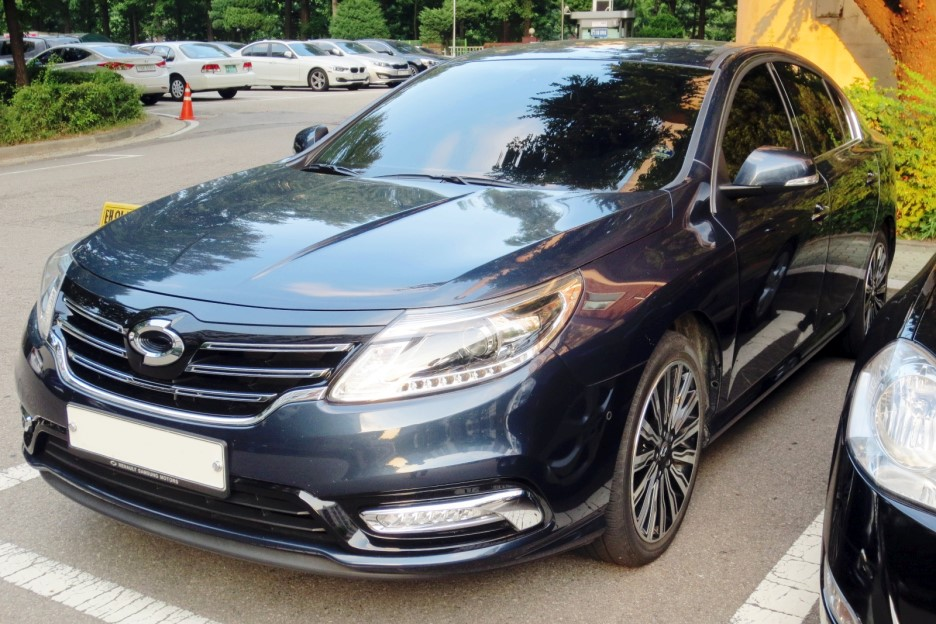
Samsung SM5 III po drugim liftingu

Samsung SM5 III został zaprezentowany po raz pierwszy w 2010 roku.
Zgodnie z zapowiedziami przedstawionymi jeszcze w 2007 roku, opracowując trzecią generację SM5 Samsung zakończył współpracę z Nissanem, zawierając tym razem ściślejsze partnerstwo z Renault. Samochód powstał na bazie oferowanej w Europie Laguny, dzieląc z nią rozwiązania techniczne i elementy wystroju kabiny pasażerskiej.

### Lifting
Podczas trwającej 9 lat produkcji, Samsung SM5 trzeciej generacji przeszedł dwie obszerne restylizacje. W ramach pierwszej, w grudniu 2012 roku, pojawił się nowy, większy, niżej osadzony wlot powietrza w kształcie trapezu, a także inne wkłady reflektorów i lamp tylnych oraz przestylizowane zderzaki.
Drugą i zarazem ostatnią modernizację samochód przeszedł w styczniu 2015 roku, zyskując przemodelowany pas przedni z wlotem powietrza nawiązującym do modeli Renault, a także większym i bardziej wyeksponowanym logo producenta.

### Sprzedaż
Trzecia generacja SM5 oferowana była pod marką Samsung tym razem wyłącznie w Korei Południowej, a ponadto w latach 2010–2015 eksportowano ją także do Europy jako Renault Latitude.

### Silniki
- L4 1.5l dCi Diesel
- L4 1.6l Nissan
- L4 2.0l Nissan
- V6 2.5l Nissan